# Without You (canção de Avicii)
"Without You" é uma canção do DJ sueco Avicii com vocais do cantor sueco Sandro Cavazza. A canção foi lançada em 11 de agosto de 2017 como o primeiro single de seu EP, AVĪCI (01). "Without You" é a sétima canção de de Avicii a alcançar a primeira posição nas paradas.

## Desenvolvimento e recepção
"Without You" foi a faixa de abertura em Avicii Ultra Miami em março de 2016. A música foi usada com freqüência em todo o mundo ao longo de 2016. Um fã fez um vídeo para a canção que esteve disponível online a partir de setembro de 2016. A canção foi lançada digitalmente no dia 11 de agosto de 2017.
Jeffrey Yau do Your EDM disse:" "Without You" é a essência de Avicii. Suave, otimista melodias marcada com a utilização de cadeia pesada e uma euforia progressive house cair perfeitamente trabalhada para o mainstage. Simples, happy-go-lucky letras e progressões de acordes que vai fazer você sorrir desde o primeiro segundo até o último – este é Avicii em seu melhor."

## Desempenho nas tabelas musicais

### Posições
| Tabela musical (2017)                             | Melhor posição |
| ------------------------------------------------- | -------------- |
| Austrália (ARIA)                                  | 21             |
| Austrália (ARIA Dance)                            | 2              |
| Áustria (Ö3 Austria Top 75)                       | 8              |
| Bélgica (Ultratop 50 de Flandres)                 | 23             |
| Bélgica (Ultratop Dance de Flandres)              | 8              |
| Bélgica (Ultratop 50 da Valônia)                  | 18             |
| Canadá (Canadian Hot 100)                         | 62             |
| República Checa (Singles Digitál Top 100)         | 16             |
| Dinamarca (Tracklisten)                           | 11             |
| Finlândia (Suomen virallinen lista)               | 5              |
| O campo songid é OBRIGATÓRIO PARA PARADA ALEMÃ    | 20             |
| Hungria (Stream Top 40)                           | 11             |
| Irlanda (IRMA)                                    | 21             |
| Itália (FIMI)                                     | 28             |
| Japão (Japan Hot 100)                             | 50             |
| Letônia (Latvijas Top 40)                         | 11             |
| Países Baixos (Dutch Top 40)                      | 14             |
| Países Baixos (Mega Top 50)                       | 22             |
| Países Baixos (Single Top 100)                    | 18             |
| Nova Zelândia (RMNZ Heatseekers)                  | 1              |
| Noruega (VG-lista)                                | 3              |
| Polónia (Polish Airplay Top 100)                  | 16             |
| Portugal (AFP)                                    | 37             |
| Escócia (Scottish Singles Chart)                  | 10             |
| Eslováquia (Rádio Top 100)                        | 77             |
| Eslováquia (Singles Digitál Top 100)              | 16             |
| Eslovênia (SloTop50)                              | 28             |
| Espanha (PROMUSICAE)                              | 41             |
| Suécia (Sverigetopplistan)                        | 1              |
| Suíça (Schweizer Hitparade)                       | 16             |
| Reino Unido (UK Singles Chart)                    | 32             |
| Reino Unido (UK Dance Chart)                      | 10             |
| Estados Unidos (Billboard Dance/Electronic Songs) | 18             |
| Estados Unidos (Billboard Dance/Mix Show Airplay) | 19             |